# 警備犬

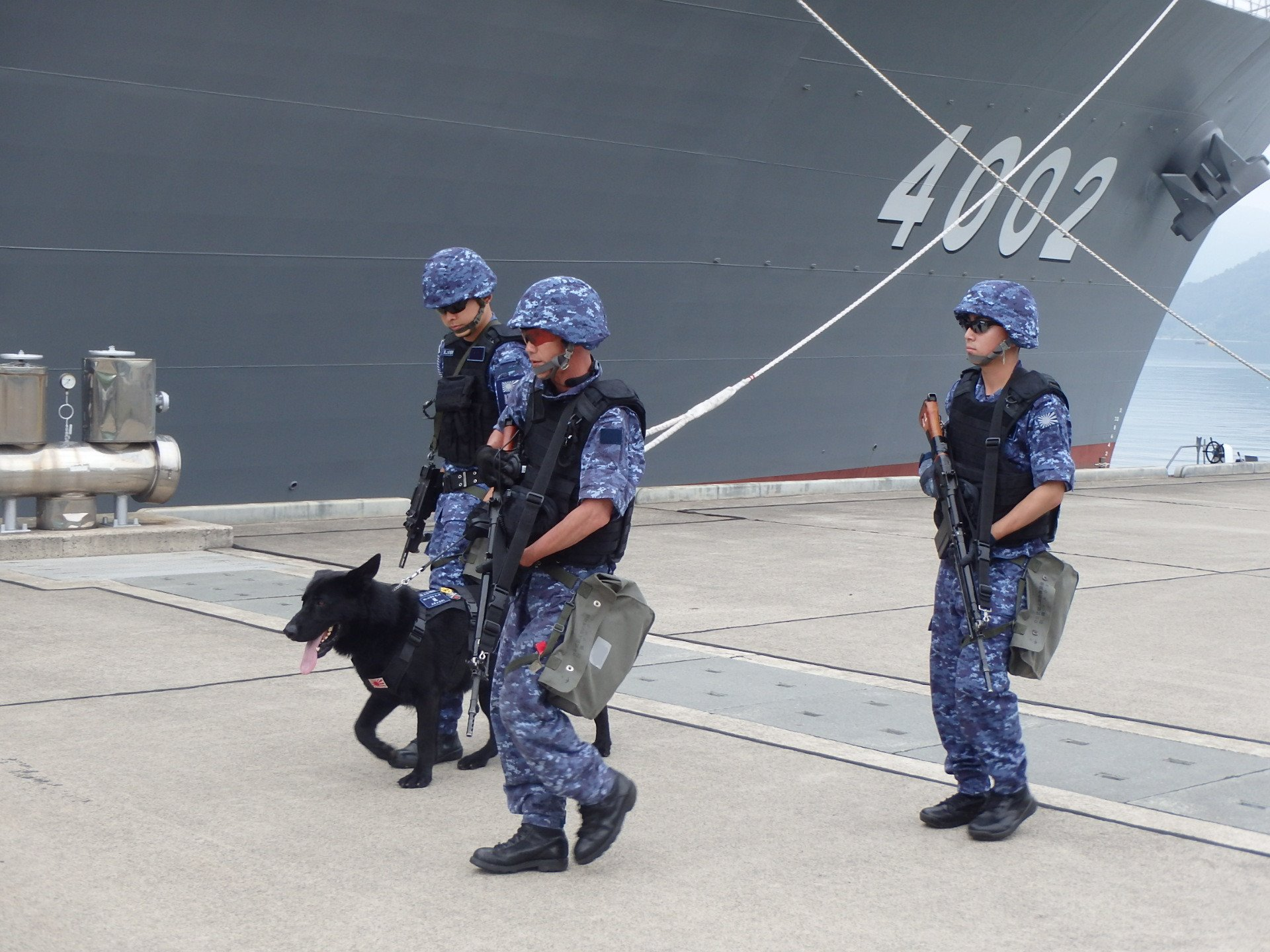
基地岸壁にて警備を行う、海上自衛隊の警備犬

警備犬（けいびけん）とは、日本の警察や自衛隊において、警備・捜索活動や災害現場で被災者の救助などを行えるように訓練された犬である。

## 警察の警備犬
犯人の追跡などを行う警察犬とは別に導入されており、爆発物の検索やテロリストの制圧、災害救助などの警備任務を目的として運用されている。
2022年7月の安倍晋三を狙った銃撃事件を受け、警察庁は警護現場でも警備犬を積極的に活用することで、手製銃や手製爆弾を所持したローンオフェンダーの発見に努めるよう指示を出している。
警察犬は全国の都道府県警察に導入されているが、警備犬とハンドラーで編成された警備犬部隊は、警視庁と千葉県警察のみに配備されている。警視庁では、警備犬部隊は警備部警備第二課警備装備第三係に所属している。千葉県警察では、警備部成田国際空港警備隊警備室警備第二課に所属している。
上記のように警備犬はテロリストの制圧や、爆発物探知犬として爆発物の検索を行う。また、災害救助犬として被災者の捜索を実施するなど、ハーネスや鈴を付け替えることにより、1頭で複数の任務を行うことが可能である。なお、警備犬が導入されていない道府県警察では、警察犬を警備犬として運用している。
警視庁の警備犬部隊は、新潟県中越地震や四川大地震などの国内・海外で発生した災害に救助犬として派遣されている。中越地震では警備犬「レスター号」が投入された。
千葉県警察の警備犬部隊は、成田国際空港において不審物発見の通報を受け、爆発物の検索を行うことを主要な任務としている。

## 自衛隊の警備犬
人員捜索のほか、IED（テロや非正規戦に用いられる即席爆発装置）などの爆発物探知、基地警備などに活用されている。爆発物探知では、コンポジジョンC-4（プラスチック爆薬）の主成分であるRDX（ヘキソーゲン）や爆薬原料の硝酸アンモニウム、TNTなどのにおいに反応するよう訓練し、自爆を企てる車両や設置されたIED等を発見できる。警備犬の名前はSNS等で一般公募されることもある。
航空自衛隊では1961年（昭和36年）に導入され、当初は「歩哨犬」と呼称していたが、2013年（平成25年）10月1日に「警備犬」へ改称された。入間基地で一括調達し、民間訓練士らの元から1～3歳時に入間基地に来て、基本的な訓練をした後、全国に配備している。150頭超を運用しており、犬種としては、ジャーマンシェパード、ベルジャンマリノア、ラブラドルレトリバーが採用されている。警備犬とハンドラーのペアは固定されており、「チーム」と呼ばれる。空自内部の資格試験「警備犬資格検定」をチームで受けて合格すると晴れて任務に就ける。現役でいられるのは8～9歳までで、引退後も最後まで部隊において面倒を見て、亡くなると各基地の納骨堂に収められる。
海上自衛隊では当初から軍用犬を「警備犬」と呼称している。犬種としては、ジャーマンシェパード、ラブラドルレトリバーが指定されている。陸警隊や航空基地、送信所等で運用されている。運用頭数は公表されていないが、2桁台後半とみられる。現役は8～9歳まで、引退後も部隊において面倒を見て、亡くなると各基地で慰霊祭の後火葬に附されるのは空自と同様。
近年では自衛隊の災害派遣として、生存者の捜索など災害救助犬としても活動している。
著名な実績としては、東日本大震災（2011年）を皮切りに、西日本豪雨及び北海道胆振東部地震（2018年）、台風19号災害（2019年）、熱海土砂災害（2021年）、令和6年能登半島地震など。
熱海土砂災害の災害派遣については防衛相から褒賞状が授与されており、空自ではアイオス号、ロック号、ベルディ号、ししまる号、クロード号とティガ号が、海自では那智号、さくら号とトド丸号が受賞した。
警備犬を運搬するために「警備犬輸送車」も配備されている。

## 画像

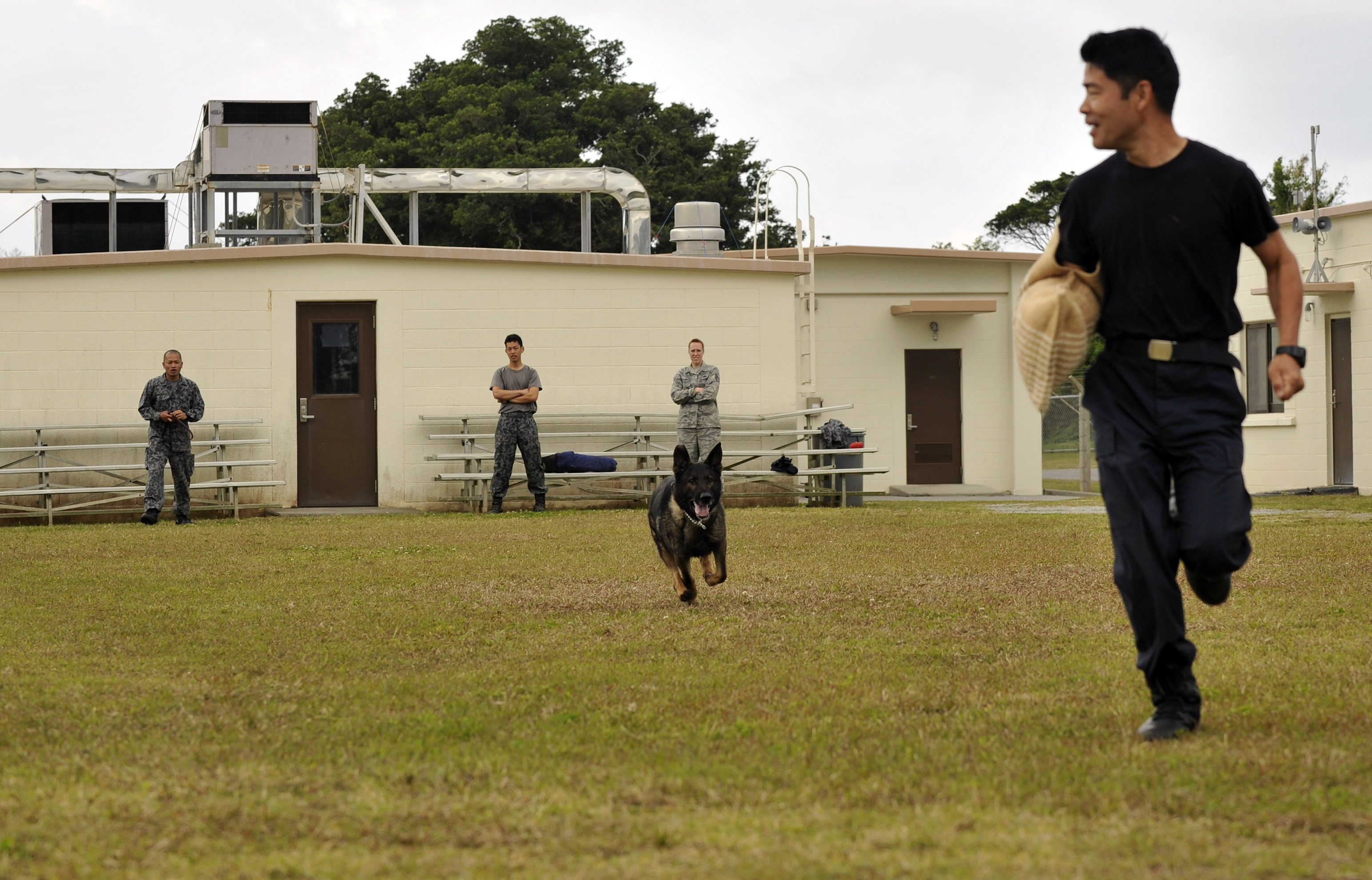
航空自衛隊の警備犬の訓練
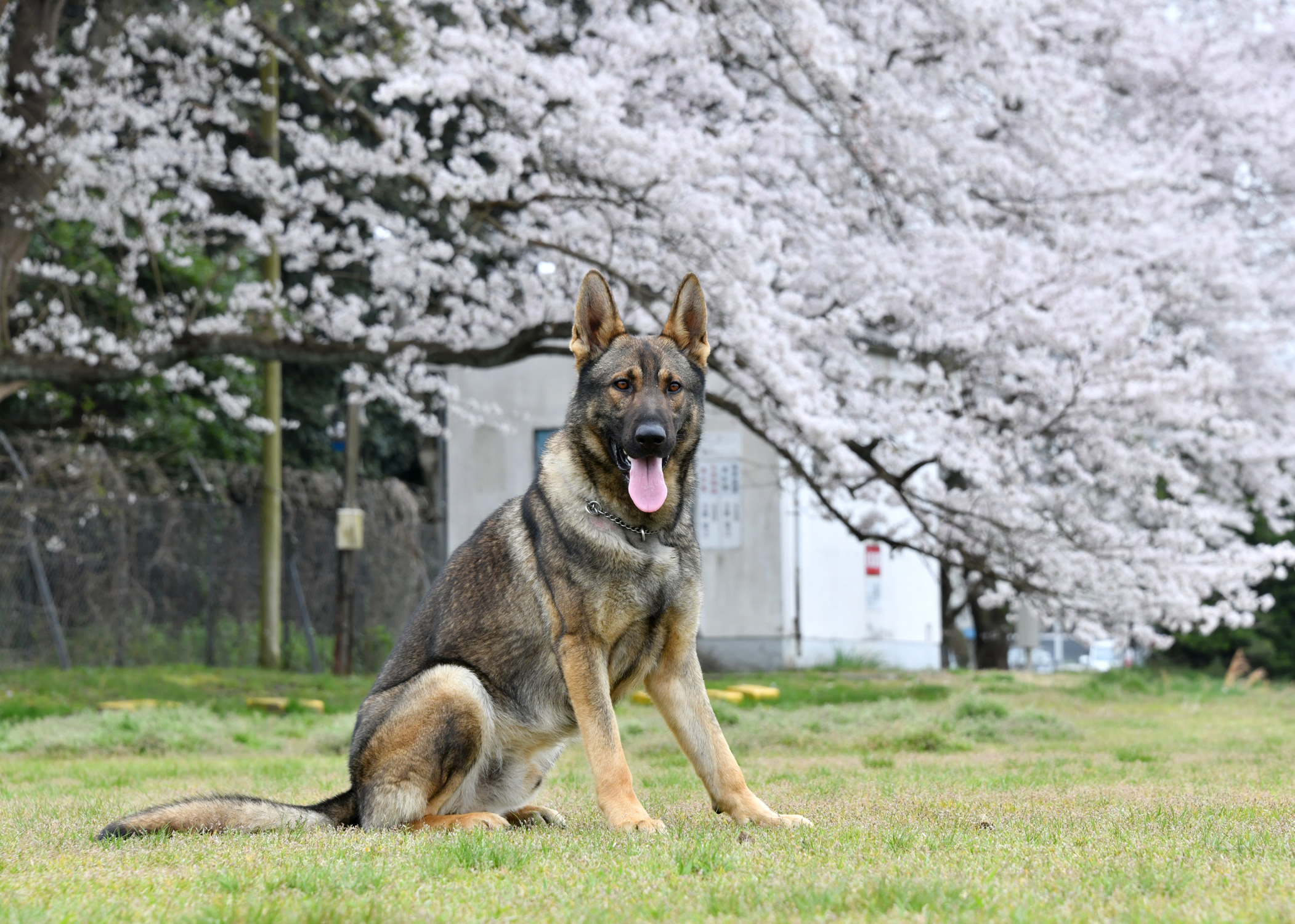
海上自衛隊舞鶴陸警隊の警備犬「昴輝（こうき）」
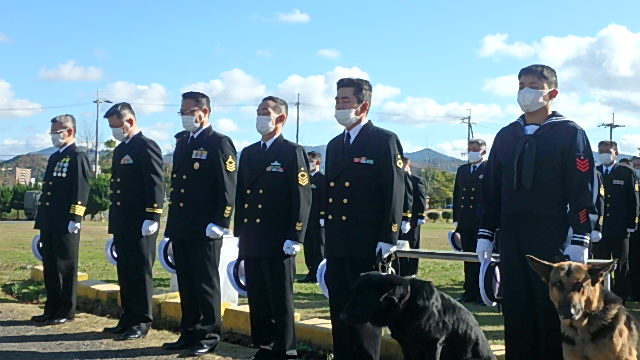
海上自衛隊舞鶴警備隊で行われた、警備犬の追悼式。